# Hemicloeina wyndham
Hemicloeina wyndham là một loài nhện trong họ Trochanteriidae. Loài này phân bố ở Tây Úc.